# Witali Dumbadse
Witali Dumbadse (georgisch ვიტალი დუმბაძე; * 11. Januar 1991 in Sankt Petersburg, Sowjetunion) ist ein georgischer Eishockeyspieler, der bei den Fiery Crusaders Tbilisi in der georgischen Eishockeyliga spielt.

## Karriere
Witali Dumbadse gab sein Debüt für die georgische Nationalmannschaft bei der Weltmeisterschaft der Division III 2015. Er erzielte in sechs Spielen neun Tore und war damit gemeinsam mit den Türken Alec Koçoğlu, Serdar Semiz und Serkan Gümüş zweitbester Torschütze nach dem Nordkoreaner Hong Chun-rim und wurde auch zum besten Spieler seiner Mannschaft gewählt. Auch bei den Weltmeisterschaften 2016, 2017 und 2018 spielte er in der Division III, wobei er 2016 und 2018 Kapitän der georgischen Auswahl war. Nach dem Aufstieg 2018 spielte er 2019, 2022, 2023 und 2024 in der Division II. Zudem vertrat er seine Farben bei der Olympiaqualifikation für die Winterspiele in Mailand 2026.
Auf Vereinsebene spielt er für die Fiery Crusaders Tbilisi in der georgischen Eishockeyliga.

## Erfolge und Auszeichnungen
- 2018 Aufstieg in die Division II, Gruppe B bei der Weltmeisterschaft der Division III
- 2022 Aufstieg in die Division II, Gruppe A bei der Weltmeisterschaft der Division II, Gruppe B